# Trickster Orchestra
Das Trickster Orchestra ist ein in Deutschland 2013 von Cymin Samawatie, Ketan Bhatti und Philipp Geisler gegründetes multinationales Musikensemble. Es begreift sich „als Kollektiv von Musiker/-innen verschiedener Nationalitäten, Biografien und Vitae,“ um die oftmals grundverschiedenen Ästhetiken einer elektronischen und Neuen Musik mit klassischen Musiktraditionen aus aller Welt, Jazz, Alter Musik, «Weird Pop» und freier Improvisation zu kombinieren. Mit seinen Solisten nutzt es traditionelle europäische, west-, zentral- und ostasiatische Instrumente sowie jüngere Instrumentenentwicklung (etwa aus der Elektronik) und versucht, zu einer gemeinsamen, zeitgenössischen Musiksprache „der radikalen Vielfalt“ zu kommen.

## Geschichte
Ausgehend von der Überzeugung, dass eine künstlerische Praxis heute nicht mehr in den Konzepten des 19. und 20. Jahrhunderts stattfinden kann, beansprucht das Trickster Orchestra, eine neuartige Musik zu entwickeln, die über getrennte Genres und Kulturen hinausgeht. Dabei werden Traditionen und individuelle Fertigkeiten zu Werkzeugen einer nachahmenden Improvisation, die musikalische Innovationen erlaubt. Das Orchester zielt so völlig neue Klangerfahrungen an.
Ein Trickster ist eine mythologische Figur, die mit Hilfe von Tricks die Ordnung im Universum durcheinanderbringt. Nach C. G. Jung ist ein „Trickster ein kosmisches Urwesen göttlich-tierischer Natur, dem Menschen einerseits überlegen vermöge seiner übermenschlichen Eigenschaften, andererseits unterlegen vermöge seiner Unvernunft und Unbewustheit.“
Der Klangkörper trat zunächst unter dem Titel Diwan der Kontinente auf, bevor es in Trickster Orchestra umbenannt wurde. Es spielte in der Tonhalle und beim Asphalt Festival Düsseldorf, beim Silk Road Festival Baku, beim Tonlagen-Festival Dresden, bei Borusan Istanbul, in der Bundeskunsthalle Bonn, im Radialsystem und in der Komischen Oper Berlin, der Staatsoper Mannheim, in der Elbphilharmonie sowie bei Kontraklang und im Konzerthaus Berlin. Es folgten Residenzen und Kollaborationen wie mit der Jungen Norddeutschen Philharmonie und neue Formate wie 2021 das Radio-Hörstück MIMESIS – Nothing is alien between us … bei der SWR2-Jetztmusik. 2021 entstand das erste, gleichnamige Album für das Label ECM Records. Unter anderem folgten das Requiem »rain… rain… rain…« und das Konzertprogramm „Amphiphilie“.

## Besetzung
Das Trickster Orchestra tritt je nach Anlass und aufzuführendem Werk in wechselnden Besetzungen und Größen (etwa in der einer Big Band) auf. Auf dem Album 2021 gehörten dazu:
- Stimme: Rabih Lahoud, Sveta Kundish, Cymin Samawatie
- Posaune: Florian Juncker
- Blockflöte: Susanne Fröhlich
- Ney, Kawala: Mohamad Fityan
- Flöten: Tilmann Dehnhard
- Klarinette: Mona Matbou Riahi
- Bassklarinette, Electronics: Milian Vogel
- Sheng: Wu Wei
- Piano: Niko Meinhold
- Electronics: Korhan Erel
- Gitarre, Oud: Mahan Mirarab
- Kanun: Bassem Alkhouri
- Koto: Naoko Kikuchi
- Marimba, Vibraphon: Sabrina Ma, Taiko Saitō
- Violine: Biliana Voutchkova
- Viola: Martin Stegner
- Violoncello: Anil Eraslan
- Kontrabass: Ralf Schwarz
- Schlagzeug: Ketan Bhatti
- Perkussion, Electronics: Joss Turnbull

## Preise und Auszeichnungen
Die Formation erhielt 2022 den Deutschen Jazzpreis als „bestes Großes Ensemble“ und den Tonali Award in der Kategorie „Mut zur Utopie“. 2024 wurde die Formation durch die Aufnahme in das Förderprogramm „Exzellente Orchesterlandschaft Deutschland“ der Bundesrepublik Deutschland anerkannt. 2025 teilte es sich mit George Lewis in den WDR Liminal Music Prize für musikalische Grenzüberschreitungen; zudem erhält es den Friedlieb Ferdinand Runge-Preis für unkonventionelle Kunstvermittlung.